# Orlan (Raumanzug)

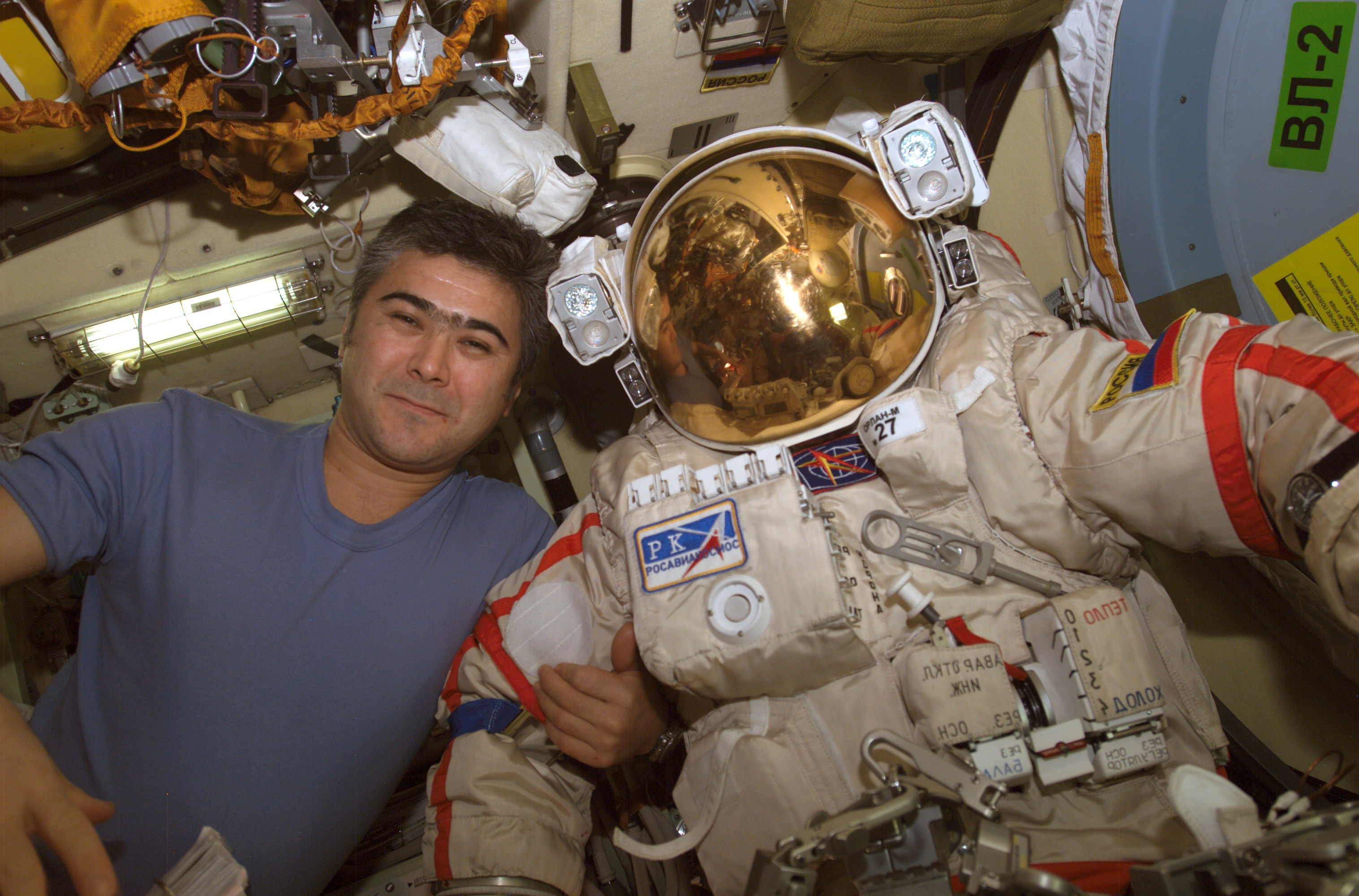
Kosmonaut Salischan Scharipow mit einem Orlan-Raumanzug auf der Internationalen Raumstation

Der Orlan-Raumanzug (russisch Орлан Seeadler) ist ein russischer Raumanzug, der im Gegensatz zum russischen Sokol-Raumanzug für Außenbordeinsätze benutzt wird. Der von NPP Swesda hergestellte Raumanzug kam erstmals 1977 zum Einsatz und wird derzeit hauptsächlich bei Montagearbeiten an der Internationalen Raumstation (ISS) verwendet.

## Varianten
Es gibt verschiedene Varianten des Orlan-Raumanzugs. Die Versionen Orlan-D, Orlan-DM, Orlan-DMA, Orlan-M und Orlan-MK werden oder wurden im Weltraum genutzt, die Modelle Orlan-GN, Orlan-T und Orlan-V werden für Trainingszwecke eingesetzt. Der Orlan-GN wird für Trainings im Wasserbecken benutzt, der Orlan-T für Luftschleusenmanöver und mit dem Orlan-V werden Flüge in Schwerelosigkeit geübt.
Der ursprüngliche Orlan-Raumanzug (max. Einsatzdauer 2,5 Stunden) wurde im Rahmen des sowjetischen Mondprogramms entwickelt. Mit Orlan-D wurde die Einsatzdauer auf drei, mit Orlan-DM auf neun Stunden ausgedehnt. Die Modelle Orlan-M und -MK besitzen eine Außenhaut aus Polyurethan, die stabiler und langlebiger als die bisherige Gummiaußenhaut ist. Sie sind etwa 120 kg schwer und für Körpergrößen zwischen 1,65 und 1,90 m verfügbar.
Das neuste Modell ist der Orlan-MKS, welcher seit 2017 auf der ISS im Einsatz ist. Zu den wichtigsten Neuerungen gehören ein vollautomatisches Temperaturkontrollsystem, ein Farbdisplay sowie die Ersetzung der Gummiteile durch Polyurethanteile. Dadurch entfällt eine Ersatzschicht, was den Anzug leichter und flexibler macht. Auch wurde die zum An- und Ausziehen benötigte Zeit deutlich verkürzt und der Kosmonaut kann den Anzug alleine an- und ausziehen. Das Temperaturkontrollsystem regelt während Außenbordeinsätzen die Anzugtemperatur, dabei wird die Temperatur auch der körperlichen Anstrengung angepasst und spart dem Benutzer Zeit und Konzentration, der Astronaut kann so produktiver sein. Außerdem wurde die Nutzdauer verlängert: Der Anzug kann bis zu sechs Jahre im Weltraum verbringen und ist für 15–20 Ausstiege zugelassen.
Der Orlan-Raumanzug hat einen steifen Körper und flexible Arme und Beine. Der Kosmonaut steigt durch eine Öffnung am Rücken in den Anzug hinein. Die ersten Modelle waren mit einer Versorgungsleine für Energie und Kommunikation mit dem Raumschiff verbunden. Ab der Version Orlan-DM ist keine Verbindung mehr notwendig.

## Geschichte
Die erste Außenbordaktivität mit einem Orlan-Raumanzug fand am 20. Dezember 1977 auf der sowjetischen Raumstation Saljut 6 statt. Juri Romanenko und Georgi Gretschko testeten dabei den Raumanzug Orlan-D. Der Orlan-DM-Raumanzug wurde das erste Mal am 2. August 1985 von den Kosmonauten Wladimir Dschanibekow und Wiktor Sawinych auf der Raumstation Saljut 7 eingesetzt.
Auf der Raumstation Mir wurden die Orlan-DMA- und Orlan-M-Anzüge verwendet. Der Orlan-DMA wurde erstmals am 26. Januar 1990 von  Alexander Wiktorenko und Alexander Serebrow verwendet. Der erste Einsatz eines Orlan-M war am 29. April 1997 durch Wassili Ziblijew und Jerry M. Linenger. Der Orlan-M-Raumanzug wurde auf der Raumstation Mir noch bis zu deren Aufgabe eingesetzt und wird momentan auf der Internationalen Raumstation (ISS) sowohl von russischen, amerikanischen als auch europäischen Raumfahrern verwendet.
Am 3. Februar 2006 wurde ein ausgemusterter Orlan-Raumanzug mit einem Amateurfunksender ausgestattet und als Satellit mit der Bezeichnung SuitSat-1 von Bord der ISS aus in eine Umlaufbahn ausgesetzt.
Seit dem Andocken der Progress-M 65 an der ISS befindet sich mit Orlan-MK die fünfte Generation der Orlan-Raumanzüge im All, der sich durch eine umfangreiche Computersteuerung von den früheren Modellen unterscheidet.

## Technische Daten
Für Modell Orlan-M
- Einsatzdauer: 7 h
- Innendruck: 392 hPa (270 hPa Notfall)
- Sauerstoff: je 1 kg Haupt- und Reserve
- Kühlwasser: 3,6 kg
- Garantierte Wärmeableitung: 350 W
- Elektrische Leistungsaufnahme: bis 54 W
- Einsatzgewicht: 112 kg
- Einsatzzeit: 15 Missionen oder 4 Jahre[5]